# Micaria bimaculata
Micaria bimaculata (лат.) — вид пауков рода Micaria из семейства гнафозиды (Gnaphosidae).

## Этимология
Название этого вида происходит от двух латинских слов bi (два) и maculata (пятно) и относится к двум большим белым пятнам на средней линии брюшка у самцов и самок этого вида.

## Описание
Мелкие наземные пауки, длина тела около 3,5 мм (3,25—3,75 мм). Micaria bimaculata отличается от других афротропических Micaria наличием двух больших белых пятен на брюшке у обоих полов. Кроме того, самок этого вида можно отличить от Micaria gomerae Strand, 1911 по более толстым и разделенным по ширине копулятивным протокам. Самцы M. bimaculata отличаются от самцов M. gomerae более коротким эмболусом, который изгибается ретролатерально под прямым углом на половине своей длины. Кроме того, срединный апофиз короче и толще, чем у M. gomerae. Карапакс самки коричневый; брюшко коричневое в передней половине и темно-коричневое в задней половине; ноги однородного цвета (бедра могут быть темнее у живых особей); стернум, эндиты, нижняя губа и хелицеры похожи по цвету на карапакс. У самца карапакс темно-коричневый; брюшко коричневое в передней половине и темно-коричневое в задней половине; бедра частично темные, остальные ноги нормального цвета; стернум, эндиты, губные доли и хелицеры похожи по цвету на карапакс.

## Таксономия
Вид впервые описали в 2021 году южноафриканские арахнологи Руан Боойсен и Чарльз Хаддад (Department of Zoology and Entomology, University of the Free State, Блумфонтейн, ЮАР) по типовым материалам из Африки.

## Распространение
Африка: Мавритания.